# Euphorbia awashensis
Euphorbia awashensis es una especie fanerógama perteneciente a la familia Euphorbiaceae.

## Distribución
Es endémica de Etiopía donde crece en suelos volcánicos a unos 1000 m s. n. m.

## Descripción
Es un planta perenne con tallo erecto y ramas laterales que alcanza los 30 cm de altura y tallos espinosos.

## Taxonomía
Euphorbia awashensis fue descrito por Michael George Gilbert y publicado en Collectanea Botanica a Barcinonensi Botanico Instituto Edita 21: 76. 1992[1993].
Etimología
Euphorbia: nombre genérico que deriva del médico griego del rey Juba II de Mauritania (52 a 50 a. C. - 23), Euphorbus, en su honor – o en alusión a su gran vientre – ya que usaba médicamente Euphorbia resinifera. En 1753 Carlos Linneo asignó el nombre a todo el género.
awashensis: epíteto geográfico que alude a su localización en el Río Awash.